# Bernhard Pankok

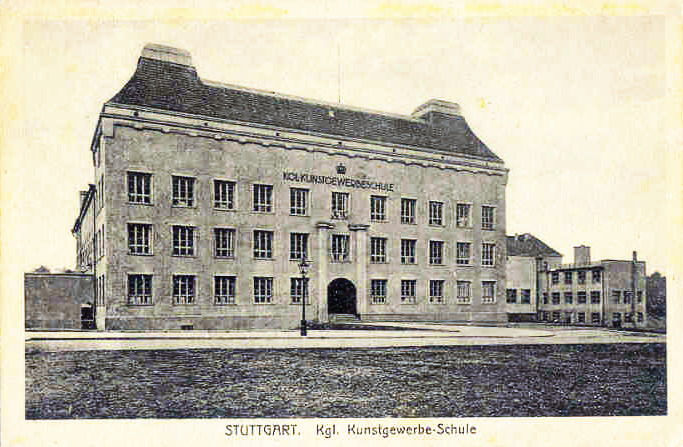
B. Pankok: Szkoła Rzemiosła Artystycznego w Stuttgarcie, 1926

Bernhard Wilhelm Maria Pankok (ur. 16 maja 1872 w Münsterze, zm. 5 kwietnia 1943 w Baierbrunn) – niemiecki malarz, grafik i architekt, tworzący w stylu secesji.

## Życiorys
Po zdobyciu zawodu dekoratora wnętrz i restauratora (1886–1889) Pankok studiował malarstwo w Düsseldorfie (1889–1891) i w Berlinie (1891–1892). Od 1892 pracował jako samodzielny artysta malarz i grafik w Monachium, malując głównie portrety. Od 1900 pracował jako ilustrator dla wielu pism i magazynów, m.in. „Pan", „Münchener Illustrierte", „Wochenschrift für Kunst und Leben“ i „Jugend“.
W Monachium utrzymywał kontakty z Richardem Riemerschmidem, Bruno Paulem i Hermannem Obristem. W 1897 był jednym z założycieli organizacji Vereinigte Werkstätten für Kunst und Handwerk (pol. Zjednoczone Warsztaty Sztuki i Rzemiosła). W 1900 Pankok otrzymał pierwsze zlecenie architektoniczne – budowy willi dla historyka sztuki Konrada Langego w Tybindze. Pankok zajmował się również projektowaniem wnętrz i wzornictwem przemysłowym, sporządzając projekty mebli.
W 1903 Pankok przeniósł się do Stuttgartu, gdzie objął kierownictwo Kgl. Lehr- und Versuchstätten a w 1913 został dyrektorem tamtejszej Szkoły Rzemiosła, którą kierował do 1937.

## Wybrane dzieła
- 1900 – katalog Rzeszy Niemieckiej na wystawę światową w Paryżu[1]
- 1904 – projekt pokoju do muzykowania na wystawę światową w St. Louis[1] (zniszczony)
- 1906–1910 – projekt wnętrz własnego domku letniskowego[1]
- 1908–1909 i 1913 – projekty wnętrz parostatków na Jeziorze Bodeńskim[1]
- 1911–1919 – projekt wnętrz kabiny pasażerskiej sterowców firmy Zeppelina[1]
- 1908–1913 – Szkoła Rzemiosła Artystycznego w Stuttgarcie[1]
- 1909–1912 – Haus Rosenfeld w Stuttgarcie[1]